# Batterij aan de Schalmdijk
Batterij aan de Schalmdijk is een aarden vestingwerk van de Grebbelinie. Het werd in 1786 aangelegd in de buurt van het Fort aan de Buursteeg en de Linie van Juffrouwwijk. Het had als doel de vijand de toegang tot de Emminkhuizerberg te beletten.

## Geschiedenis

### Aanleg
De verdediging van de Grebbelinie was gebaseerd op inundatie om de vijand op een afstand te houden. Het terrein ten noordnoordoosten van de Emminkhuizerberg lag echter hoger waardoor de inundatie verre van volledig was en dit veroorzaakte een zwakke plek in de linie.
In 1786 werd ten westen van het Fort aan de Buursteeg een aarden redoute aangelegd. De redoute ligt op de plaats waar de Schalmdijk, de Juffrouwdijk en Slaperdijk bij elkaar komen. Met de dreiging van een Franse aanval werd in 1794 hier een houten wachthuis gebouwd. Verder kwam er een houwitser en twee kanonnen als bewapening. Toen de aanval kwam, werd er in de buurt van de redoute niet gevochten.
De Fransen zagen het nut van de Grebbelinie in en versterkten deze. De redoute werd vergroot voor een batterij voor 8 à 10 kanonnen. Het kreeg de vorm van een rechthoek, grotendeels omringd door aarden wallen en volledig omringd door een natte gracht. De batterij is zo’n 130 meter lang en 70 meter breed. In de wallen waren opstelplaatsen voor kanonnen, de meeste waren gericht op het oostzuidoosten, maar ook een paar kanonnen konden naar het noordnoordoosten vuren om te verhinderen dat de vijand over de Schalmdijk zou oprukken. Er waren twee toegangen, een in het westen en in het zuidwesten. Na de aanleg van de linie van Juffrouwwijk in 1799 werd het een voorpost van deze linie.

### Tweede Wereldoorlog
Met het naderen van de Tweede Wereldoorlog kreeg de Grebbelinie een prominente rol in de verdediging van Nederland. Diverse versterkingen werden hier aangebracht, er kwamen loopgraven, een opstelplaats voor een antitankkanon, een S3 kazemat en een koepelkazemat. Militairen van de 22e Regiment Infanterie, onder bevel van kapitein Van den Oever, werden hier gelegerd en zij kwamen op 13 mei 1940 onder vuur te liggen. Een soldaat, H. Buurman, die op de uitkijk stond, kwam hierbij om het leven. Een patrouille van vijf man slaagde er in een Duits mitrailleurnest uit te schakelen. Toen het bevel tot terugtrekken werd gegeven trok de meerderheid terug naar de Nieuwe Hollandse Waterlinie. Alleen de bemanning van de kazematten bleef achter, zij volgden later en wisten ook ongezien de batterij te verlaten. Tijdens de oorlog is het staal van de koepelkazemat verwijderd en er resteert alleen nog het betonnen deel. 

## Huidige situatie
Op het terrein zijn de wallen nog enigszins te herkennen. Verder staat er een S3 kazemat, met het hoofdschietgat gericht op de Schalmdijk, en zijn de betonnen resten van een koepelkazemat te vinden. In het talud van de Schalmdijk liggen nog resten van een tankversperring.
Op zo’n 300 meter ten zuidzuidwesten van de batterij ligt de Linie van Juffrouwwijk en op zo’n 600 meter naar het oostzuidoosten ligt het Fort aan de Buursteeg.